# Drowning Roses/NOFX Split
Drowning Roses/NOFX Split, conosciuto anche come S&M Airlines (EP), è uno split pubblicato nel 1988 dai gruppi punk rock Drowning Roses e NOFX. Venne pubblicato in edizione limitata di sole 500 copie, di cui le prime 50 in vinile rosso.

## Tracce
Side A
1. Drowning Roses – Paradise

Side B
1. NOFX – S/M Airlines

## Formazione
Drowning Roses
- Prüse - chitarra, voce
- Zahni - basso, voce

NOFX
- Fat Mike - basso, voce
- Eric Melvin - chitarra
- Dave Casillas - chitarra
- Erik Sandin - batteria